# Cao Thuận
Cao Thuận (chữ Hán: 高顺; bính âm: Gao Shun) (? - 199) là một viên võ tướng phục vụ dưới trướng của lãnh chúa Lã Bố vào cuối thời nhà Đông Hán trong Lịch sử Trung Quốc. Cao Thuận được biết đến là bộ tướng mạnh nhất trong lực lượng quân của Lã Bố. Ông chỉ huy lực lượng gồm 700 người với lối đánh tấn công điên cuồng vào doanh trại của quân địch và được gọi là đội hình "hãm trận doanh". Ông từng có một trận giao phong và đánh bại được Hạ Hầu Đôn, viên dũng tướng của Tào Tháo. Sau đó ông cùng Lã Bố cố thủ tại thành Hạ Bì và bị quân Tào bao vây bắt. Ông cùng Trần Cung không đầu hàng và bị hành quyết.

## Một số chiến công
Tháng 6 năm 196, bộ tướng của Lã Bố là Hách Manh nghe lời xúi giục của Viên Thuật liền phản lại Bố, mang quân xông vào phủ Hạ Bì. Lã Bố phải đưa vợ vào trại của Cao Thuận. Cao Thuận nghe giọng phản quân, nhận biết là giọng người quận Hà Nội, đoán ra Hách Manh, bèn chấn chỉnh quân sĩ chống trả, quân Hách Manh phải lui. Sáng ra, thủ hạ của Hách Manh là Tào Tính phản lại Hách Manh, hai bên đánh nhau cùng bị thương. Lã Bố sai Cao Thuận mang quân ra dẹp, giết chết Manh rồi cho Tào Tính lĩnh quân của Hách Manh.
Năm 198, lực lượng của Lưu Bị ở Tiểu Bái tăng lên đến một vạn người khiến Lã Bố lo ngại. Ông lại giảng hòa với Viên Thuật, nhận lời giúp Viên Thuật đánh Lưu Bị. Ông điều Cao Thuận và Trương Liêu làm tướng đánh Tiểu Bái. Dưới sức tấn công của Cao Thuận, Lưu Bị không chống cự nổi, bỏ thành và gia quyến chạy về phía tây đến Lương Địa và sai người cầu cứu Tào Tháo. Ông này lệnh Hạ Hầu Đôn đến cứu nhưng hai đạo quân không địch nổi Cao Thuận và bị ông đánh bại. Lưu Bị chạy về Hứa Xương nương nhờ Tào Tháo.
Trong trận Hạ Bì, Thủ hạ của Lã Bố là Hầu Thành bị trách phạt nên oán hận, bèn bất ngờ bắt trói Trần Cung và Cao Thuận mang nộp và mở cửa ra hàng Tào Tháo. Tào Tháo cùng Lưu Bị thúc quân xông vào. Các tướng dưới quyền Lã Bố là Cao Thuận, Trần Cung cùng bị chém.